# 法蘭西斯科德米蘭達

法蘭西斯科德米蘭達（西班牙語：Municipio Francisco de Miranda），是委內瑞拉的城鎮，位於該國東北部安索阿特吉州，面積5,334平方公里，2007年人口42,357，人口密度為每平方公里7.9人。